# Doubles masques et agents doubles
Pour les articles homonymes, voir Masquerade.
Pour plus de détails, voir Fiche technique et Distribution.
Doubles masques et agents doubles (titre original : Masquerade) est un film britannique réalisé par Basil Dearden, sorti en 1965.

## Synopsis
Un riche héritier arabe complote son propre enlèvement dans une tentative désespérée de paix au Moyen-Orient.

## Fiche technique
- Titre original : Masquerade
- Réalisation : Basil Dearden
- Scénario : Michael Relph et William Goldman, d'après la nouvelle Castle Minerva de Victor Canning
- Direction artistique : Jack Stevens
- Costumes : Beatrice Dawson
- Photographie : Otto Heller
- Montage : John D. Guthridge
- Musique : Philip Green
- Société de production : Michael Relph Productions
- Société de distribution : United Artists Corporation ( Royaume-Uni) : United Artists ( États-Unis)
- Pays de production :  Royaume-Uni
- Format : Couleur – Mono – 35 mm
- Genre : Film policier
- Durée : 102 minutes
- Dates de sortie : 
  - Royaume-Uni : 13 avril 1965
  - France : 1er septembre 1965

## Distribution
- Cliff Robertson : David Frazer
- Jack Hawkins : Colonel Drexel
- Marisa Mell : Sophie
- Michel Piccoli : George Sarrassin
- Bill Fraser : Dunwoody
- Charles Gray : Benson
- John Le Mesurier : Sir Robert
- Felix Aylmer : Henrickson
- Ernest Clark : le ministre
- Tutte Lemkow : Paviot
- Keith Pyott : Gustave
- Jose Burgos : El Mono
- Christopher Witty : le prince Jamil
- Roger Delgado (non crédité)